# Kenamju
Kenamju (volledig KENnemer AMateur JUdoclub) is een Nederlandse sportclub. Oorspronkelijk was het een judoclub, maar tegenwoordig wordt naast judo ook onder andere karate beoefend.
De club werd opgericht in 1948 door de Haarlemse tandarts "opa" Schutte en was een van de eerste judoclubs van Nederland. In 1970 werd de club overgenomen door Cor van der Geest. Twee jaar later werd het Sportcentrum Kenamju geopend aan de Gedempte Oude Gracht in Haarlem en inmiddels is de hoofdvestiging gevestigd aan de Phoenixstraat in de Gonnetbuurt nabij het Station Haarlem. Er kunnen daar zo'n twintig verschillende sporten beoefend worden, ook beschikt Sportcentrum Kenamju over een fitnessruimte. In 1985 opende de sportschool een vestiging in Zandvoort en sinds 1995 heeft de school een dependance in Heemstede en later ook in Halfweg. De vestiging in Zandvoort is in 2019 gesloten.
Bekende judoka's uit de geschiedenis van Kenamju zijn onder anderen Jenny en Jessica Gal, Claudia Zwiers, Guillaume en Dex Elmont, Ruben Houkes, Henk Grol en Van der Geests zonen Dennis en Elco. In 1998 won zowel het heren- als het damesteam de Europese clubtitel, iets wat geen enkele andere Europese club daarvoor had gepresteerd.